# فرماندهی نبرد هوایی
فرماندهی نبرد هوایی (به انگلیسی: Air Combat Command) به گزارش پنتاگون، یکی از ده فرماندهی اصلی نیروی هوایی ایالات متحده آمریکا است. این فرماندهی، تأمین‌کار اصلی نیروهای نبرد هوایی برای نیروی هوایی و جانشین مستقیم فرماندهی هوایی تاکتیکی است. مقر این فرماندهی در پایگاه نیروی هوایی لنگلی، ویرجینیا، ایالات متحده قرار دارد.